# 东黑沟遗址
东黑沟遗址（又称石人子沟遗址）位于中国新疆哈密地区巴里坤哈萨克自治县石仁子乡石人子村南的东天山北麓，北纬43°31'12.8"－43°34'28.9"，东经93°13'44.8"－93°16'49.1"的山前冲积带上。该遗址是集墓葬、居址和岩画于一体的超大型聚落。遗址范围内包涵青铜时代至清代的多种遗存，其中以早期游牧文化遗存为主，有着密度高、数量多和属性复杂等特点，罕见于欧亚草原东部。经过2005~2007年度的调查、发掘，一举荣获中国“2007年度全国十大考古新发现”称号。从而，引起中国内外欧亚考古学界的广泛关注。

## 研究简史
1957~1959年，新疆文管会（新疆文物局前身）筹备处文物调查组、中科院考古所（中国社会科学院考古研究所前身）新疆队先后对遗址进行了调查和试掘，出土有陶器、石器、骨木器等遗物，因此推断其发现为“新石器时代”遗存。但报告中的地点位于石人子村南山前冲积扇的农垦区内，从描述的地理位置看，并非2001~2005年的发现。1980年4月，哈密文物局对该遗址进行了复查，并命名为“石人子遗址”。
2002年，西北大学考古队对石人子村南侧山麓地带进行了踏查，暂定为一处中型遗址。2005年7~9月，西北大学考古队发现了以高台（GT1）为中心的遗存，并对相关遗迹进行了初步测绘。同时，考古队又对周围约9平方公里范围内的遗存进行了初步踏查，确认了东西宽约3.5公里，南北长约5公里，总面积约8.75平方公里的遗址范围。此外，了解了遗址的基本内涵和遗存面貌。2006年6~9月，新疆文物与考古研究所、西北大学文化遗产与考古学研究中心与哈密文物局合作，由王建新教授主持，对以高台为核心的遗存进行了首次发掘，清理高台1座、居址4座、墓葬12座。此外，西大考古队与巴里坤文管所（巴里坤文物局前身）又在东黑沟遗址东约7公里，红山农场的山前冲积扇上发现了规模宏伟的红山口遗址。2007年6~9月，上述三家单位继续合作，由冉万里教授主持，结束了上一年度的清理工作。此外，进一步扩大和深入地调查、测绘了东天山北麓的重要遗存。

## 遗址环境

### 地貌水文
巴里坤盆地位于东天山北麓（巴里坤山）与莫钦乌拉山（天山余脉，因在盆地北缘，故俗称“北山”）之间，属地堑式断陷封闭型高位盆地。盆地海拔在1,500~2,000米，属大陆性高原气候，年平均温度0.8℃。夏季湿凉，冬季严寒，光照充足，热量欠缺，干旱少雨，多大风。年平均降水量180毫米，蒸发量1,800毫米。发源于两侧山麓的溪流，年径流量小，流程短，多在山麓地带渗入地下，成为潜水层；又在山前冲积扇缘溢出，形成泉水和沼泽。一些河流经山前洪积平原注入巴里坤湖，在湖东面形成较大的湖滨平原。盆地内广泛分布棕钙土和栗钙土，适宜农业生产。

### 生态物种
巴里坤山北麓海拔3,500米雪线附近分布有国家一级保护植物——天山雪莲，由于非法滥采，濒临灭绝。海拔2,500~2,300米分布有广袤的针叶林，林地生长多种名贵食用菌，是夏季当地群众重要的副业来源之一。海拔2,300米以下，除农垦区外，罕见高大乔木，多低矮灌丛和草地。巴里坤盆地动物品种繁多，有盘羊、岩羊、黄羊、马鹿、野驴、狼、猞猁、棕熊（1992年以来，未得到进一步确认）、雪豹、金雕、隼、雪鸡等。2005年以来，狼灾对牧业生产构成了一定威胁。

### 全新世古环境
近年来，通过对巴里坤湖湖相沉积的分析可知：
- 8,700 cal aBP[6]以前，全新世早期，巴里坤地区气候变得干寒。
- 8,700~8,200 cal aBP，气候转向湿润。
- 8,200~7,700 cal aBP，气候进一步湿润。
- 7,700~2,400 cal aBP，气候湿润，但6,000~5,500 cal aBP有一次较强的干旱事件。
- 2,385~2,300 cal aBP，气候非常湿润，巴里坤湖碳酸盐沉积含量趋近为0，说明有大量淡水注入盐湖。
- 2,300 cal aBP~今，气候逐渐干旱，碳酸盐沉积含量在公元六七世纪达到峰值，巴里坤湖可能一度涸竭。[7]

## 历史文献记载（战国晚期~东汉）
林梅村、余太山、王建新等学者先后考证，汉籍中的“祁连山”、“祁连天山”或“天山”，即现今的东天山。“祁连”似为古代北方游牧民族对“天”的称呼。史籍中早期往往以音译加意译的形式，并称“祁连天山”。而现今的祁连山，时人称“汉南山”。
公元前二世纪以前，东天山地区曾是月氏、乌孙部族活动的区域。公元前二世纪中期，匈奴西征，将该地区囊括于治下，统属于“匈奴西域”。西汉中期至晚期，东天山开始成为汉匈在西域的必争之地。
元狩二年（前121年）夏，霍去病西征“祁连天山”，西汉势力首次进入东天山地区，匈奴在西域的统治第一次瓦解。
天汉二年（前99年），李广利西征“祁连天山”的匈奴右贤王部。说明东天山地区已成为匈奴上层贵族的驻牧地之一。
本始二年、三年（前72～前71年），西汉联合乌孙部，夹击“蒲类泽”地区的匈奴右部。“蒲类泽”即今巴里坤湖。
西汉时期在东天山地区还分布有臣服于匈奴的蒲类国、蒲类后国、西且弥国、东且弥国、劫国等部族。其中所谓的“山北六国”为塔里木河下游的姑师余部。被西汉击破后，流亡于东天山地区。到了东汉时期，汉匈对东天山地区的争夺日趋白热化，并得到出土文献印证。
永平十六年（73年），奉车都尉窦固、骑都尉耿忠率军攻打北匈奴至东天山。永元五年（93年），中郎将任尚、长史王辅率军攻打北匈奴单于於除鞬至东天山。
永和二年（137年），敦煌太守裴岑率军攻打北匈奴呼衍王至东天山，以《裴岑纪功碑》为证。东汉时期东天山地区依然分布着的一些臣服与北匈奴的小国：蒲类国、移支国、东且弥国等，其中一些部族擅长农业生产。

## 遗址内涵

### 岩画

#### 数量与分布
东黑沟遗址共发现刻有岩画的岩石2485块，集中分布于东黑沟北部，直沟中部、北部以及东黑沟河滩。其中东黑沟河滩发现2437块，为岩画最主要的分布地。

#### 质地与保存
岩画石材多为表面形成黑色、黑褐色沙漠漆的花岗岩和片麻岩。有岩画的岩面一般较光滑平坦，常在岩石南面，东面、西面也有岩画分布，但北面较少见，许多岩石还不止一个岩面有岩画。岩石风化而造成的岩面剥落、地衣生长都会对岩画造成不同程度的破坏，有时也存在人为破坏。

#### 颜色与制作技法
岩画的颜色有深有浅，一般来说，岩画存在的时间越长，受到自然风化、氧化的时间越长，颜色就越深，反之颜色较浅。故同一岩面上的岩画，可以根据颜色深浅判断其相对早晚。但岩画所在的位置、朝向等也与风化程度有关，所以不同岩石之间岩画颜色的差别，则需要具体分析。
岩画制作方法以密点敲凿、密点敲凿加磨刻为主，还有疏点敲凿、平磨、划刻等。

#### 内容与形式
岩画的内容以动物、人物为主，亦有个别自然现象。
动物中以山羊最多，常见的又有鹿、马、盘羊、牛等，此外骆驼、虎、豹、犬、狼、鸟等动物也偶有发现。人物中以描绘游牧民族生活的场景为最多，如骑者、射猎、放牧、车辆、毡房等，也有可能是祭祀或舞蹈的场景，此外，描绘战争、争斗的场景也有相当的数量。
岩画的形式则主要分为三种。
- 粗线条式：指用粗直的线条表现物体，物体各部线条粗细大致相同，不注重比例，不表现形体细节，较为简略。
- 剪影式：指用阴影的方式描绘出物体轮廓，也不表现形体细节。
- 轮廓式：指用粗线条勾画出物体的形状轮廓，中部不填实或描绘一些装饰性的纹样。

#### 研究方法
同一岩面上的岩画，有的可根据打破关系、颜色、表现形式、雕凿技法等的区别分成不同的幅。在调查过程中，以幅为基本单位对岩画进行记录的。这样就有可能排出岩画的相对年代序列，从而探讨岩画形式演变规律及分期、年代等问题。

### 高台
东黑沟遗址共发现石筑高台3座，从南到北呈倒品字形分布。本次发掘的位于遗址南部的中高台，编号GT1，是遗址的中心地区。

#### 形制
GT1原状是一平面近圆角方形的覆斗状高丘，石块暴露不多。清除表土后，发现其为一座土石混合筑成的高台，边缘石块多，层层垒叠，而内部石块较少，以填土为主。顶面长16.6、宽10.4米，底面长30.3、宽25.9米。北部高约4米，南部高约2米，因地势南高北低，高台顶部基本水平。

#### 遗迹
2005年首次发现GT1时，顶部有两处现代盗洞。GT1从上部和内部的堆积共分12层，其中第5、6层下和第11层下，可分别称为上部使用面和下部使用面：
- 下部使用面：长18、宽9.4米，四周有石围墙，墙内有圆木构筑的建筑，分为南北两部分。南部面积较大，残存20根木立柱和用圆木横向构筑的木墙遗迹。建筑内分布有大型火塘、灰坑等遗迹和大量使用过的陶器、石器及少量铜器，其中几处还集中分布有炭化麦类颗粒堆积。北部建筑面积约占1/3，发现承重柱10根，排列整齐，但未见木墙，也无其它遗迹，可能是廊式建筑。依山势，南部高、北部低，其间有斜坡相连。发掘者根据石围与木墙间红色的烧土和其它大量灰烬推测，该木构建筑可能毁于火灾。
- 上部使用面：长18、宽10米，南部保存较好，有火塘、灶、灰坑等遗迹；火塘周围放置有排列整齐的8个大型石磨盘，并散布有一些石器和大型陶器的残片；灰坑内均有木炭和灰烬堆积。北部被盗洞打破。

#### 遗物
主要集中在两层使用面，基本包含的遗迹中，其它地层和遗迹出土遗物极少。遗物种类包括较多的陶器、石器、骨器，下层使用面还有少量铜器。
- 陶器：下层使用面数量很多，多为夹砂的灰、褐陶，器形有双耳高领罐、双耳大口罐、双耳彩陶罐、双耳罐、单耳罐、单耳杯、椭圆形盆、钵、坩埚等。上部使用面均为夹砂红、褐陶，绝大部分为素面、手制。器形有四耳罐、双耳罐、双耳高领罐、釜、鍑、钵、网坠等。
- 石器：下层使用面数量很多，主要有磨盘、磨具、杵、锛、石饼、石拍、纺轮和穿孔器等。上层使用面有磨盘、磨具、杵、锄等，均有明显的使用痕迹。
- 骨器：下层使用面出土数量较多，主要是有加工或使用痕迹的羊或马、牛的距骨，多成群出土。上层使用面出土较少，主要有管、叉、锥等。
- 铜器：仅见于下层使用面，出土数量较少，有刀、锥等。[4]

### 居址
GT1周围分布有数座方形石围居址，与GT1形成组合，但东半部的居址被破坏严重，仅有西半部和南部的5座保存较好。以下举例介绍单位F03：

#### 形制
位于GT1北侧。平面近方形，东西长10、南北宽7米。南、北、西三面墙体保存较为完整；东侧墙体已被破坏，仅存一些原为墙基的大石块。墙体现存最高0.8、宽0.5~2米。

#### 遗迹
F03内文化堆积共3层，灰坑、灶和火塘主要集中在第2、3层下。

#### 遗物
- 陶器：以夹砂红、褐陶为主，均为实用器。器形有罐、盆、碗、钵及釜等。
- 石器：种类较多，主要有杵、石饼、石球、陀螺、磨盘等。
- 骨器：主要有牛肩胛骨和羊距骨。[4]

### 墓葬

#### 形制
共发掘12座，均为中心凹陷的圆形石封堆，墓圹为长方形或椭圆形竖穴，位于封堆下的中部。其中10座墓的方向为东南——西北向；另2座为东北——西南向。根据规模和出土遗物可分为小型和中型墓。其中小型墓8座，均使用石葬具；中型墓4座，均使用木葬具，且多人牲和殉牲。

#### 遗物
- M010：铁刀、白陶珠串。
- M012：封堆外西侧有殉葬坑3座，分别殉有骆驼一峰、马二匹。墓内出土有陶器：陶壶、陶碗；骨器：骨锥；金器：长方形动物纹牌饰、涡形金箔、条形金箔、金花、金泡；银器：几何纹圆形扣饰、动物纹圆形扣饰、长方形牌饰。
- M015：陶器：腹耳壶、单耳壶、钵；铜器：镜、锥、带饰、环首刀；骨器：骨饰、骨镞、骨串饰；石器：砾石、石磨盘、磨具。[4]

## 文化属性

### 文化特征
1. 东黑沟遗址是一处兼有农业文化因素的大型游牧文化聚落遗址。二十世纪八十年代，新疆文物与考古研究所曾在遗址西边，发掘过类似的兰州湾子石筑高台遗址。但总体而言，以往学者对古代游牧文化的关注不够，工作较少。
2. 已发掘出土的部分随葬陶器与高台、居址出土的一致，因此，三者可能同属一种考古学文化。
3. 东黑沟遗址墓葬中人牲与墓主代表了不同的文化来源：前者继承了公元前一千纪哈密地区以焉不拉克墓地、寒气沟墓地、艾斯克霞尔墓地为代表的本地文化；后者则与黑沟梁墓地的文化一致，属于外来的新因素。
4. 二者反映出被征服者与征服者的关系。[4]

### 断代
1. 相对年代[4]：2006~2007年度发掘的墓葬，其形制特征与随葬品组合与已发掘的巴里坤县黑沟梁墓地基本相同，属同期同种文化。由于黑沟梁墓地出土流行于战国晚期至西汉前期的中原式羽状底纹铜镜残片，因此，推断本期发掘的墓葬时代约在西汉前期。
2. 绝对年代：公元前二世纪早期[22]。

### 与周遍地区的关系
1. 青铜时代：虽然目前尚未在东黑沟遗址中发掘出青铜时代的遗存，但遗址内的岩画和北部与蒙古接壤外侧的发掘工作证明，东黑沟遗址存在青铜时代的遗存。
  - 岩画：菌首人物岩画发现在东黑沟遗址的山前冲积扇地带。人物除头部带有菌首帽外，后腰还系有圆槌。此类岩画北至阿尔泰山、叶尼塞河上游流域，东至阴山山脉，西达阿拉套地区都有分布。特别是阿尔泰山和叶尼塞河上游地区，俄美联合考古队根据岩画的叠压打破关系和周遍的考古发掘，将菌首人物的岩画时代定在青铜时代晚期[23]。
  - 相邻蒙古境内的青铜时代遗存：经科瓦廖夫博士介绍[24]，蒙俄联合考古队近年在中蒙边境巴里坤外侧进行过系统发掘，发现了公元前1,100~前900年的北塔文化。根据出土遗物判断，该文化属于青铜时代晚期。发掘地点距中蒙边境最近处仅5公里，因此，有理由推测巴里坤境内亦有类似文化的分布。
2. 早期铁器时代：发掘者[25]认为东黑沟遗址的文化主体主要受中国北方地区和蒙古高原的匈奴文化影响。同时，作为东西、南北的交通孔道，东黑沟遗址的文化中由具有南西伯利亚地区考古学文化、苏贝希文化、察吾乎沟口文化以及中原地区考古学文化的因素。

## 脚注
1. ↑  李遇春，《新疆发现的彩陶》，《考古》1953年第3期，第153页；吴震，《新疆东部的几处新石器时代遗址》，《考古》1964年第7期，第333~342页。
2. ↑  《哈密文物志》编撰组：《哈密文物志》，新疆人民出版社1993年。
3. 1 2  西北大学文化遗产与考古学研究中心、哈密文物局、巴里坤文管所：《新疆巴里坤东黑沟遗址调查》，《考古与文物》2006年5期；
4. 1 2 3 4 5 6  新疆文物与考古研究所、西北大学文化遗产与考古学研究中心：《新疆巴里坤县东黑沟遗址2006~2007年发掘简报》，《考古》2009年第1期，第3~27页。
5. ↑  赵新生、杨向荣、吴兆宁、刘晓疆、陈川、柴凤梅：《新疆巴里坤东部几类主要土壤的地球化学特征》，《干旱区地理》2006年第4期。
6. ↑  BP，即“距今，Before Present”。“今”专指1950年碳十四测年法发明、应用的那一年。
7. ↑  李志飞、吕雁斌、陶士臣、安成邦：《海洋地质第四纪地质》2008年第12期。
8. ↑  林梅村：《祁连与昆仑》，《敦煌研究》1994年第4期。
9. ↑  余太山：《两汉魏晋南北朝正史西域传要注》，中华书局2005年版。
10. ↑  王建新、席琳：《东天山地区早期游牧文化聚落考古研究》，《考古》2009年第1期。
11. ↑  司馬遷. . .  [-61].、司馬遷. . .  [-61].、司馬遷. . .  [-61].；《汉书·武帝纪》、《汉书·霍去病传》、《汉书·张骞传》颜师古注。
12. ↑  司馬遷. . .  [-61].、《汉书·西域传》等文献记载：“始月氏居敦煌、祁连间……”，“及冒顿立，攻破月氏，至匈奴老上单于，杀月氏王，以其头为饮器。”说明公元前161年前的匈奴老上单于时期，匈奴人最终打败了月氏，月氏大部即大月氏被迫西迁，匈奴占领东天山地区。
13. ↑  司馬遷. . .  [-61].：“其（元狩二年）夏，骠骑将军复与合骑侯数万骑出陇西、北地二千里，击匈奴。过居延，攻祁连山，得胡首虏三万余人，裨小王以下七十余人。”司馬遷. . .  [-61].：“骠骑将军逾居延，遂过小月氏，攻祁连山，得酋涂王……”。
14. ↑  司馬遷. . .  [-61].：“是岁（元狩二年）汉遣骠骑破匈奴西（城）〔域〕数万人，至祁连山。其明年，浑邪王率其民降汉，而金城、河西西并南山至盐泽空无匈奴。”
15. ↑  司馬遷. . .  [-61].：“天汉二年秋，贰师将军李广利将三万骑击匈奴右贤王祁连天山，……。”
16. ↑  司馬遷. . .  [-61].：“其明年（天汉二年），汉使贰师将军广利以三万骑出酒泉。击右贤王于天山，得胡首虏万余级而还。”
17. ↑  《汉书·匈奴传》：“本始二年，汉大发关东轻锐士，选郡国吏三百石伉健习骑射者，皆从军。遣御史大夫田广明为祁连将军，四万余骑，出西河；度辽将军范明友三万余骑，出张掖；前将军韩增三万余骑，出云中；后将军赵充国为蒲类将军，三万余骑，出酒泉；云中太守田顺为虎牙将军，三万余骑，出五原：凡五将军，兵十余万骑，出塞各二千余里。及校尉常惠使护发兵乌孙西域，昆弥自将翕侯以下五万余骑从西方入，与五将军兵凡二十余万众。匈奴闻汉兵大出，老弱奔走，驱畜产远遁逃，是以五将少所得。……蒲类将军兵当与乌孙合击匈奴蒲类泽，乌孙先期至而去，汉兵不与相及。……校尉常惠与乌孙兵至右谷蠡庭，获单于父行及嫂、居次、名王、犁汙都尉、千长、将以下三万九千余级，虏马、牛、羊、驴、骡、橐驼七十余万。”
18. ↑  《后汉书·窦融列传》记：“（窦）固、忠至天山，击呼衍王，斩首千余级。呼衍王走，追至蒲类海。留吏士屯伊吾卢城。”
19. ↑  《后汉书·南匈奴传》：“（永元）三年，北单于复为右校尉耿夔所破，逃亡不知所在。其弟右谷蠡王於除鞬自立为单于，将右温禺鞬王、骨都侯已下众数千人，止蒲类海，遣使款塞。大将军窦宪上书，立於除鞬为北单于，朝廷从之。四年，遣耿夔即授玺绶，赐玉剑四具，羽盖一驷，使中郎将任尚持节卫护屯伊吾，如南单于故事。方欲辅归北庭，会窦宪被诛。五年，於除鞬自叛还北，帝遣将兵长史王辅以千余骑与任尚共追，诱将还斩之，破灭其众。”此外，巴里坤松树塘发现的“任尚碑”也印证此次战事。
20. ↑  东汉碑刻《裴岑纪功碑》于清雍正七年（1725年）在巴里坤县石人子乡石人子村发现，又称《镇海碑》。碑文对此事的记载是：“惟汉永和二年八月，敦煌太守云中裴岑将郡兵三千人，诛呼衍王等，斩馘部众，克敌全师，除西域之灾，蠲四郡之害，边境艾安，振威到此。立海祠以表万世。”
21. ↑  《后汉书·西域传》：“蒲类国……庐帐而居，逐水草，颇知田作。”
22. ↑  经马健博士告知，2006~2007年度发掘出土的碳十四标本，由北京大学考古年代学实验室测定，将附于正式发掘报告后一同发表。测定中发现，棺木标本的年代平均较人骨为早，约为公元前六世纪。
23. ↑  The Joint Russian-Mongolian-American Project, The Petroglph in Baga Oigor, published in 2005, p121; E.G. Devlet & M.A. Devlet, Myths in Stone: World Rock Art in Russia, Aletheia, Moscow 2005.
24. ↑  《蒙古国境内发现的新考古学文化》,《第三届吐鲁番学国际研讨会论文集》，2009年。
25. ↑  任萌著，《从黑沟梁墓地、东黑沟遗址看西汉前期东天山地区的匈奴文化》，第38~52页，西北大学硕士毕业论文，2008年，